# Razzismo nella comunità LGBT
Quello del razzismo è un problema che è stato rilevato anche all'interno della comunità LGBT; questo può essere rivolto contro membri di qualsiasi razza, etnia e nazionalità e può includere la discriminazione e il fanatismo.
Nell'ambito della società multietnica nordamericana e a più forte multiculturalismo, ma non solo, individui LGBT appartenenti ad una qualche minoranza etnica possono venire a trovarsi in una condizione di doppia situazione discriminatoria, ove non sono né pienamente accettati né capiti dalla maggior parte dei membri della comunità LGBT composta prevalentemente da bianchi; questo oltre a non essere accettati come gay da proprio gruppo etnico di appartenenza.
Molte persone hanno subito atti episodici di razzismo compiuti dai sottogruppi dominanti (nazionali, linguistici, religiosi etc.) del mondo omosessuale, dove gli stereotipi razziali possono facilmente fondersi con quelli di genere, in modo tale che ad esempio gli asiatici gay sono visti come più passivi e/o effeminati laddove invece gli afroamericani gay vengono etichettai come maggiormente aggressivi e dotati di mascolinità.
Vi sono a tal riguardo un certo numero di reti di sostegno culturale specifiche per gli individui LGBT attive negli Stati Uniti, un esempio tra i tanti è quello costituito da "Ô-Môi" a favore delle lesbiche vietnamite americane.

## Antisemitismo
Secondo quanto Warren Hoffman ha scritto nel quotidiano The Huffington Post, l'antisemitismo può essere vissuto dal popolo ebraico anche all'interno della comunità LGBT nella doppia motivazione razziale e religiosa, così come il razzismo contro le persone di colore, la misoginia e la transfobia.

### Nazionalsocialismo
Durante la sua breve vita tra gli anni '70 e '80 del '900 la National Socialist League, presente soprattutto in California, è stato un gruppo affiliato all'ideologia del Nazionalsocialismo la cui adesione era riservata ai maschi bianchi gay; anche l"Order of the Jarls of Baelder" negli anni '90-2000 è stato un gruppo propugnatore del neopaganesimo nel Regno Unito che incoraggiava i maschi gay bianchi ad unirsi per la promozione dell'ideale e modello nazista di legame, collaborazione e amicizia tutta al maschile.
Il documentario del regista omosessuale tedesco Rosa von Praunheim intitolato Männer, Helden, schwule Nazis (Uomini eroi, gay e nazisti) nel 2005 ha affrontato il fenomeno dei gay neonazisti in Germania, soffermandosi in particolar modo sulle vicende riguardanti il tedesco Michael Kühnen, ma anche il caso dell'inglese Nicky Crane, attivista neonazista e porno-attore omosessuale.
Secondo l'Encyclopedia of Lesbian Histories and Cultures le organizzazioni del movimento lesbico femminista non contemplano l'antisemitismo quando discutono di opporsi e combattere contro l'oppressione sociale in quanto credono non esista più o non sia importante tanto quanto il razzismo e l'omofobia. Ad alcune lesbiche femministe è capitato di accusare gli ebrei di essere gli "assassini della Dea" poiché essi credono fermamente che Dio sia esclusivamente maschio; l'ebraismo nella sua generalità è spesso accusato di patriarcato.
Vari giochi di ruolo sessuali gay e lesbici, soprattutto in campo BDSM contengono feticci nazisti che rinviano a concetti di sadomasochismo antisemita; le lesbiche ebree sono molto spesso del tutto invisibili all'interno della stessa comunità lesbica. Infine alcune lesbiche statunitensi indossano svastiche sia durante che fuori della loro vita sessuale cercando di trasformarne il simbolo o di ignorare l'impatto che questo ha sulla comunità ebraica.

### Nikolay Alexeyev
Nikolay Alexeyev, uno dei più importanti attivisti a favore dei Diritti LGBT in Russia, in più occasioni ha espresso dichiarazioni fortemente antisemite attraverso i suoi account su Facebook e Twitter; egli ha chiamato il magazine di cultura omosessuale Out fondato e diretto da un giornalista ebreo gay statunitense una "rivista di puttane ebree", denominando inoltre Michael Lucas (attore cinematografico pornografico russo ma naturalizzato statunitense di origini ebraiche, oltre che attivista LGBT) con gli epiteti di "maiale e scimmia ebrea", frasi ripetute e riprese in molti dei suoi post.
Tra le sue affermazioni vi è anche quella in cui sostiene che la vodka ebraica è fatta con lo sperma ed ha persino minacciato Lucas di omicidio; inoltre la "mafia ebraica" starebbe cercando di conquistare il mondo e gli Stati Uniti d'America sarebbero governati interamente da luridi ebrei mafiosi. Alle accuse rivoltegli si è difeso prontamente elencando nel dettaglio di aver vari amici di origini ebraiche ed aggiungendo che la matrigna della propria madre era ebrea e che anche molti dei suoi più stretti collaboratori lo sono; in definitiva di essere stato frainteso e che le sue intenzioni erano volte solamente all'ironia e all'anti-bigottismo imperante.

## Antiziganismo
L'antiziganismo è stato rinvenuto nel mondo omosessuale presente in Romania. Quando la cantante Madonna durante il suo Sticky & Sweet Tour del 2008 sia l'omofobia sia l'antiziganismo molti omosessuali romeni hanno risposto su blog e siti web che era improprio accomunare la situazione delle persone LGBT nel paese alla condizione degli zingari in quanto i Rom sono notoriamente "ladri e criminali, incompatibili con la società civile"

## Razzismo anti-arabo
In Australia un rapporto intitolato "We're Family" ha studiato quegli uomini e donne omosessuali che si definiscono attratti dalla popolazione degli arabi; gli intervistati erano sia di religione cristiana che musulmana e molti all'interno della comunità araba gay ha parlato di stereotipi etnici forti e ben presenti.
Gli ebrei Mizrahì e arabi-ebrei si possono facilmente ritrovare in situazioni di esclusione, quando non di vera e propria discriminazione, da parte della maggioranza di Ashkenaziti della comunità LGBT dello stato di Israele. Alcuni ebrei gay di origini arabe hanno dichiarato che gli aspetti dell'attivismo LGBT presente nel territorio israeliano esprime un'egemonia Ashkenazita, mancando così di legittimare uno spazio culturale per gli omosessuali Mizrahi ed impedendogli in tal maniera di esprimere il proprio patrimonio socio-culturale arabo.

## Razzismo anti-asiatico
In uno studio svolto dall'associazione no profit National Gay and Lesbian Task Force sugli asioamericani LGBT e sugli americani delle Isole del Pacifico, 82% dei partecipanti intervistati hanno fatto segnalazione di aver vissuto episodi di razzismo da parte dei membri bianchi della comunità LGBT.
Gli uomini omosessuali asiobritannici che vivono in Yorkshire e altrove nel nord dell'Inghilterra hanno segnalato l'aumento dei livelli di razzismo e abusi razziali da parte di uomini gay bianchi. Altre aree multiculturali, con maggiore indice di immigrazione, come Manchester e Londra ad esempio, sono risultati essere invece molto più tolleranti.

### Stereotipi sessuali
Gli uomini asiatici sono spesso rappresentati nei media mainstream e LGBT come femminilizzati e desessualizzati. Gli uomini asiatici LGBT spesso riportano un "razzismo sessuale" da parte dei maschi bianchi LGBT. I'autore gay asiatico-canadese Richard Fung ha scritto che mentre gli uomini neri sono ritratti come ipersessualizzi, gli uomini asiatici gay sono ritratti invece come esattamente l'opposto. Fung ha anche scritto che le raffigurazioni di uomini asiatici nella pornografia gay molto spesso si concentra nella presentazione di uomini asiatici di gay passivamente sottomessi (bottom (BDSM)) al piacere degli uomini bianchi e come i gay asiatici tendono ad ignorare la discriminazione razziale esistente nei loro confronti, così come esiste nei confronti degli arabi e del popolo africano.
I bianchi gay più di altri gruppi razziali sono quelli che spesso dichiarano di non voler "nessun asiatico", quando sono alla ricerca di partner. Uomini asiatici gay sperimentano frequentemente il razzismo sui siti di incontri gay, dove è comune per i profili di dichiarare una preferenza sessuale per gli uomini di alcune razze, come ad esempio scrivendo, "No asiatici" o "senza grasso, niente effeminati, non asiatici." Alcuni uomini gay asiatici riferiscono anche di essere "relegati al fondo dello spettro dell'attrattiva" a causa di "lookismo razziale" (discriminazione basata sull'attrattiva fisica).

## Razzismo anti-indigeno

### Aborigeni canadesi
Le lesbiche della popolazione aborigena canadese riferiscono di sentirsi emarginate dalla maggior parte della cultura LGBT, così come anche dalla comunità aborigena di appartenenza e dalle altre comunità di colore.
Gli uomini aborigeni, molti dei quali si definiscono anche appartenenti ai Due Spiriti, spesso devono affrontare sia l'omofobia presente nella comunità di nascita sia il razzismo di buona parte del mondo LGBT.

### Indigeni australiani
I gay aborigeni australiani hanno segnalato la mancanza di inclusione e di rappresentanza all'interno della comunità LGBT dominata dai bianchi; quando li uomini aborigeni sono stati coinvolti in impegni organizzativi è stato solamente per fare un gesto superficiale di prassi politica verso l'inclusione dei membri dei gruppi minoritari.

### Maori in Nuova Zelanda
L'identità Takatāpui (letteralm. "compagno devoto dello stesso sesso") è un modo per molte persone LGBT della popolazione Maori per esprimere la propria doppia identificazione sia come Maori sia come omosessuali; mentre il termine era caduto in disuso da molti anni, è stato recentemente recuperato come espressione di orgoglio. Alcune persone Maori hanno poi messo in dubbio l'attenzione sul matrimonio omosessuale posta dalla comunità LGBT Pakeha (i neozelandesi che sono "di origine europea").
Nella cultura tradizionale Maori non era raro per le coppie sia etero o gay di mantenersi non-sposati ufficialmente. Le persone LGBT maori che criticano l'eccessiva enfasi data all'idea del matrimonio tra persone dello stesso sesso ritengono che concentrarsi in una maniera troppo restrittiva in materia di diritti coniugali è dannoso e riduce la diversità della comunità LGBT; essi ritengono pertanto che l'attenzione sul matrimonio è un prodotto dell'"ideologia bianca".

### Nativi americani
Le lesbiche appartenenti ai Nativi americani spesso riportano atti di intolleranza razzista da parte delle lesbiche bianche. Alcune lesbiche native americane riferiscono di sentirsi discriminati dai bianchi, tra cui anche dalle altre lesbiche, e hanno stabilito comunità separatiste esclusivamente rivolte per le donne native americane o per le donne di colore. Esse si sono stabilite principalmente negli Stati Uniti medio occidentali e in Northern California, nel tentativo di ripudiare la cultura bianca, di rendersi autosufficienti come gruppo ed infine di tornare alle tradizioni dei loro antenati tribali.

## Razzismo anti-ispanico e anti-latino
Gli uomini omosessuali ispanici e latinoamericani riferiscono di sperimentare il razzismo sia all'interno che all'esterno della comunità LGBT. I gay di origine sudamericana con il colore della pelle più scura e caratteristiche indigene riportano il massimo livello di discriminazione, anche da parte della comunità dei gay bianchi; ma anche le lesbiche latinoamericane riportano esperienze di razzismo da parte della comunità LGBT bianca.
I gay e le lesbiche di origini latinos si sono impegnati in organizzazione autonoma fin dal 1970 per promuovere attivamente la lotta al razzismo, al sessismo e all'omofobia La prima organizzazione lesbica latina è stata fondata a Los Angeles nei primi anni '80 del XX secolo mentre la "National Latino/a Lesbian & Gay Organization (LLEGÓ)" è stata fondata nel 1987, con le persone LGBT latine che avevano scelto di organizzarsi separatamente sia per il razzismo interno nella comunità LGBT sia per contrastare l'omofobia nella comunità latina eterosessuale.
Nel 2006 gli omosessuali latinoamericani hanno inscenato una protesta a Castro (San Francisco) contro il razzismo anti-latino serpeggiante nella comunità LGBT.
L'organizzazione "La Casa" presente ed operante nella zona di East Los Angeles esiste per servire la comunità LGBT latina e creare uno spazio sicuro libero da omofobia e da ogni forma di razzismo; i loro membri hanno espresso più volte le esperienze di razzismo palese nei propri confronti da parte della comunità LGBT bianca, soprattutto quella di West Hollywood.

## Razzismo anti-italiano
Alcuni italoamericani LGBT riferiscono di aver subito duri sentimenti di antitalianismo all'interno della comunità LGBT statunitense, in particolare nei confronti di siculoamericani e altri meridionali, sperimentando in tal modo un rapporto di oggettivazione sessuale: gli uomini italiani sono altresì ritratti a volte come "l'oggetto del desiderio dell'uomo bianco anglosassone", oltre ad essere "esotico e ben dotato, ipersessualizzato ed estremamente passionale." Tutti questi stereotipi sessuali degli uomini gay italiani e siciliani appaiono spesso anche nella pornografia gay, ma non sono esclusivi del mondo gay.

## Razzismo anti-afroamericano
Molte persone LGBT afroamericani si trovano costrette a vivere il razzismo presente in parte della comunità LGBT bianca i origini anglosassoni, portando alcuni neri a ripudiare la denominazione di gay e rifiutando qualsiasi collegamento con la cultura LGBT bianca. Il termine "Same gender loving" è stato a questo proposito coniato dall'attivista Cleo Manago per descrivere le persone di origine africana nordamericane che si sentono attratte da appartenenti al proprio stesso sesso, al posto quindi dei termini gay/lesbian-bisexual-queer. Tale designazione è destinata ad esprimere attivamente l'orgoglio della propria eredità razziale da parte degli omosessuali neri.
Alcuni uomini gay neri riportano episodi di discriminazioni e molestie perpetrati da bianchi all'interno di club, locali e bar rivolti ad una clientela omosessuale. In passato vi sono stati alcuni bar gay che avrebbero persino esposto cartelli anti-neri al'ingresso.
Uomini gay neri del Sudafrica hanno segnalato di aver vissuto un razzismo grottesco ad opera dei bianchi gay durante l'epoca dell'apartheid

### Stereotipi sessuali
Alcuni autori hanno scritto che gran parte del razzismo contro le persone LGBT nere è radicato in un razzismo di tipo sessuale con il suo collegamento a stereotipi di ruolo sessuali associati a stereotipi razziali. Gli uomini neri che esprimono una preferenza sessuale per gli uomini bianchi sono stati accusati di essere affetti da "un patrimonio insidioso costitutivo del razzismo bianco" che causa il razzismo interiorizzato negli uomini neri. Alcuni uomini gay che seguono la visione ideologica dell'afrocentrismo si oppongono alle relazioni interrazziali, credendo che gli uomini neri gay che preferiscono i maschi bianchi non hanno radici forti nella comunità nera o sono del tutto ignari ed estranei al razzismo.
Gli afrocentristi anti-interrazziali credono che invece di "odiare la propria pelle scura" i gay neri dovrebbero solo restringere i propri rapporti sentimentali esclusivamente verso altri uomini neri gay. Uno slogan che promuove le relazioni omosessuali tra neri è "Black men loving black men", che è stato reso popolare dall'antologia dell'attivista gay afroamericano Joseph F. Beam intitolata "In the Life" e dal documentario Tongues Untied diretto dal poeta e regista Marlon Riggs.

## Razzismo anti-turco
Persone LGBT di origine turca residenti in Germania hanno spesso riferito di esser costretti a vivere una molteplice discriminazione; da una parte il razzismo e l'islamofobia proveniente dalla comunità tedesca, dall'altra l'omofobia degli eterosessuali sia tedeschi sia turchi: tuttavia, il livello di razzismo è sensibilmente diminuito negli ultimi 20 anni. Murat Bahs¸i, un ex membro del consiglio dell'organizzazione GLADT (gay e lesbiche di origine turca), ha dichiarato che il razzismo e gli stereotipi razziali da parte di uomini di etnia tedesca spesso hanno contribuito alla disgregazione dei rapporti omosessuali inter-etnici tra uomini turchi e tedeschi.